# Веселова Наталія Василівна
Ната́лія Васи́лівна Весело́ва (нар. 27 серпня 1975, Слов'янськ, Донецька область) — український політик, позафракційний Народний депутат VIII скл., секретар Комітету з питань соціальної політики, зайнятості та пенсійного забезпечення. Співзасновник добровольчого батальйону «Донбас».
2015 року сприяла переведенню батальйону у лави Збройних сил України. Засновниця благодійного фонду допомоги батальйону «Донбас».
2016 року стала членом партії «Сила людей» та повідомила про намір балотуватися до Верховної Ради на позачергових виборах 21 липня 2019 року від цієї партії. Член ГО "Мережа захисту національних інтересів «АНТС».
Визнає Росію агресором, зверталась до СБУ та до глав кількох міністерств з проханням перевірити діяльність Російського центру науки та культури.

## Біографія
У 1997 році закінчила Слов'янський педагогічний інститут. Під час навчання у 1996 році працювала вчителькою початкових класів, а у 1997 році вчителем української мови та літератури у старших класах у загальноосвітній школі I—III ступенів м. Слов'янська.

### Кар'єра
Після закінчення вищого навчального закладу з 1997 по 2000 працювала у Слов'янському районному управлінні соціального захисту населення на посаді спеціаліста з призначення пенсій. З 2000 року у зв'язку з реорганізацією управління, перейшла у Слов'янське районне управління праці та соціального захисту населення спеціалістом I категорії відділу з питань обслуговування інвалідів війни та праці. З 2004 року була призначена на посаду спеціаліста I категорії відділу пенсійного забезпечення в управлінні Пенсійного фонду України в Пролетарському районі м. Донецька. З серпня 2005 по травень 2014 продовжила свій трудовий стаж на посаді головного державного соціального інспектора управління праці Пролетарської районної ради у м. Донецьку.
З липня 2013 року — член ВЕГО «Мама-86», брала участь у громадському русі захисту довкілля в Україні. В 2014 році за погодженням батальйону спеціального призначення «Донбас» Національної гвардії України заснувала організацію «Благодійний фонд допомоги батальйону „Донбас“», виконувала обов'язки директора Фонду на громадських засадах.

### Політична діяльність
У 2014 році обрана до Верховної Ради України за списком «Самопомочі» під номером 9. У 2017 році вийшла з фракції, оскільки виступила проти блокади окупованих територій, організованої депутатами від «Самопомочі», а також оскільки виступила за підтримку президентського законопроєкту про реінтеграцію Донбасу.
У 2016 році Наталія Веселова домагалася створення Міністерства з питань тимчасово окупованих територій та внутрішньо переміщених осіб України. Її помічниця Олеся Цибулько протягом 2016—2017 років працювала радником Міністра. Згодом виступила з критикою роботи міністерства.

### Парламентарна діяльність
- Секретар Комітету, голова підкомітету з питань державних соціальних гарантій, забезпечення достатнього життєвого рівня Комітету Верховної Ради України з питань соціальної політики, зайнятості та пенсійного забезпечення[13]
- Заступник члена Постійної делегації Верховної Ради України у Парламентській асамблеї ЄС — Східні сусіди (ПА ЄВРОНЕСТ)
- Член груп з міжпарламентських зв'язків з Швейцарією, Канадою, Німеччиною, Китаєм, Йорданією, Катаром та США[14]

## Сім'я
Розлучена. Має сина та доньку.